# 賽爾號 (動畫)
《賽爾號》（英語：Seer）是一部中國大陸的太空歌劇動畫劇集，改編自上海淘米網絡開發製作的同名電子遊戲。台灣播出方面則由台灣淘米代理，於東森幼幼台播出。起初內容僅作為网页游戏《賽爾號》的改編動畫，有部分角色设定和游戏不同，如反派迪恩在游戏中设定为女性，在动画中设定为男性。

## 角色

#### 賽爾先鋒戰鬥小隊

##### 賽小息
原名：S87
生日：8月21日
身份：賽爾號SPT先鋒小隊隊長
精靈：米咔（光系）、小豆芽（與卡璐璐進化後的精靈布布花融合成麗莎布布（草系））、該隱（地暗影系）、魔焰猩猩（火系，羅傑船長暫時藉給他使用）、蒙塔（聖靈系，邁爾斯暫時給他歷練）、電擊兔（電系，暫時收服）
類型：次品機器人
口頭禪：啊，救命啊。短路了
身世：是一个罕见的次品机器人，被賽大息捡到（他的老爸）收留。
簡介：作為次品機器人，他膽小，但十分機智，很重友情。在危難時刻總是想出方法擺脫困難，害怕時會短路。他是地球歷5年生產的一批次品機器人中的一個，大腦芯片經常短路，梦想成为赛尔号上的星际探险员。雖然他騙過了登上賽爾號的“拳擊走廊”測試，但是通過後他突然短路，被當作了廢品機器人，被送出賽爾號，在米咔的幫助下，登陸賽爾號。他们登上賽爾號後被賽爾阿鐵打和卡璐璐懷疑是海盜，米咔還不小心打翻了盛裝危險氣體的瓶子，不過米咔放出光消除了危險氣體，保護了賽爾號。罗杰船长仍然要把小米送回地球，关键时刻，赛小息认领小米作为他的精灵，之后成为了星际探险员。他与宇宙海盗对抗，多次直面海盗将领及其手下，还救过赛尔号。作为赛尔号的一员，他在寻找无尽能源和宇宙之眼的任务中是至关重要的角色。

##### 米咔（小米）
性別：雄性
屬性：光
形態：初級
進化後形態：米瑞爾（第一、二季）、米瑞斯（第三-十季）
弟弟：米波
表妹：米萊
表弟：米爾
絕招：阿瑪迪斯光——米瑞爾的絕招，瞬間放射出比太陽強一萬倍的光芒
技能：陽光普照、光之盾、衝撞、光線攻擊、光箭攻擊、光線穿透、光速突擊、光束衝擊、迴旋光刃、光線鎖定。
簡介：第七季的三大主角之一。光之精靈，賽小息的精靈夥伴，默默守護賽小息，它是來自外太空的神秘精靈，賽爾號系列動畫電影中最重要的精靈角色，聲叫是“咪咔”，性格溫和可愛。善良活潑。平時不喜歡待在精靈膠囊的它一直趴在賽小息的頭上，可愛的外表下因特殊原因還有很嚴重的進化受阻症，不能正常進化，進化之後結束戰鬥，變得十分虛弱。
米咔變身時也是雙拳緊攥，幾道電光環繞，酷炫無比。在第六季第13集從海盜手里奪回了火之翼。第19集被瑞爾斯救走。
第七季第17集釋放強光恢復哈德薩的草系能量，以及麗莎布布的草系能量擊敗沙恩克，最終昏迷，被哈德薩稱作救世主。第22集身份揭秘。第23集在激活光之石能量儀式中失敗。第24集進化並擊敗克梅納。第29集再次進化但被煞星用計擊敗，於30集利用光之石召換出宇宙之眼星際航線圖。
第八季第14集進化打敗魔化星靈龍，被赫爾墨斯催眠，最後通過父親的啟示打敗赫爾墨斯。第19集遭到阿洛納斯攻擊。第20集被阿瑞波斯擊敗。第21集進化成米瑞斯與神域三天王戰鬥。
米瑞斯（光之子）
初始形態：小米（米咔）
稱號：光之子
屬性：光
性別：雄性
進化形態：高級
絕招：諾亞的光輝——比阿瑪迪斯光更強的絕招，一擊必殺
阿瑪迪斯光——瞬間放射出比太陽強一萬倍的光芒
技能：破陽無雙、烈陽之箭、光之國度、光之結界、陽光普照、光之盾、衝撞、光線攻擊、光箭攻擊、光線穿透、光速突擊、光束衝擊、迴旋光刃、光線鎖定。
簡介：光之子，初級形態米咔在被激怒的危機時刻，會瞬間進化為米瑞斯，對戰結束後再次退化為米咔，並且會失去戰鬥時的記憶。可以自由穿越透明介質，由於進化受阻症所以不能自如地控制發揮真正的技能和絕招（由於進化後依舊不能說話，所以無法判斷它進化後使用了什麼技能，且進化後也能使用進化前的技能和絕招）。進化後的戰鬥能力極強，甚至一招能把王者之劍魯伊斯給擊敗，和譜尼的聖潔封印打成平手，進化時幾分鐘的時間內就可以打敗薩格羅斯。
第五季第21集中一招打敗惡靈三巨頭，第27集同進化後的小優一同用無盡能源封印惡靈獸。

他的生世傳說只有王者之劍魯伊斯、惡靈獸（邪冥獸），以及小米的弟弟米波和赫爾墨斯知道。
第六季第13集，打敗了歐比組織，奪回了麒麟的火之翼，第30集與尤尼卡作戰，二人不分上下，最終尤尼卡撤離。
第七季第11集救下尤尼卡，並和尤尼卡與克梅納對戰。第12集取出克梅納體內的無盡能源。第17集釋放強光恢復哈德薩的草系能量，以及麗莎布布的草系能量擊敗沙恩克，最終昏迷，被哈德薩稱作救世主。
第七季第24集與克梅納戰鬥將其擊敗，之後攻擊吉約時被煞星攔住。（賽小息小隊看到）
第七季第25集被擁有幻影寶石的煞星擊敗並退化為小米。
第七季第29集被煞星用詭計擊敗。
第八季第14集打敗魔化星靈龍，被赫爾墨斯催眠，最後通過父親的啟示打敗赫爾墨斯。第21集與神域三天王戰鬥。
注：他雖然與戰神聯盟一起戰鬥，但並未正式加入。

##### 卡璐璐
原名：S7
身份：賽爾號SPT先鋒小隊隊員
精靈：布布種子（後進化成布布花，與賽小息的精靈小豆芽融合成麗莎布布，草系）、麗莎布布（草系）、迅黃蜂（飛行系）
類型：修理型機器人愛好；做菜，修理工具
身世：廚師家族的後代，體內有廚師模式，廚師模式在第三季第三集被激活。
簡介：修理型機器人，充滿愛心的大小姐，優秀的女性賽爾機器人，賽爾機械師。目標是成為賽爾醫生，十分愛慕賈斯汀站長。富有愛心，十分珍惜愛護自己的精靈。每當看到新的精靈，就會欣喜若狂，刀子嘴豆腐心，做什麼事情都很急，不考慮後果，是個有組織，頭腦聰明但無紀律觀念的女漢子。頭上的兩個圓鼓鼓的東西可以伸出剪刀等各種工具。
第六季時，拯救了帕索爾星居民。第19集被煞德羅抓住。第23集逃脫。
第七季尋找三聖寶石。最後，記住了宇宙之眼的位置。
第八季第1集被吉約軍團圍攻，為了修好左翼動力系統，不幸被砲彈擊中負傷。第2集被賽小息帶回賽爾號後送往治療室治療。目前已脫離生命危險，還沒有醒過來。
第30集被格林用樹之靈救醒。

##### 阿鐵打
原名：T2000
自稱：宇宙戰士
綽號：殺氣哥、大青蛙
身份：賽爾號SPT先鋒小隊隊員
精靈：加格爾（戰鬥系）、迦勒（戰鬥火系）、魯斯王（水系，羅傑船長暫時藉給他使用）、猛虎王（地面系）
類型：作戰專用機器人
武器：斬月雙刀（具有5%的斬殺屬性，且一到關鍵時刻總是沒電）
口頭禪：有殺氣！看我的斬月雙刀！
簡介：感覺時刻敵人就在身邊，喜歡指揮別人，典型的戰鬥狂，性格衝動，有點兒神經質，重視榮譽。擅長使用斬月雙刀；以成為職業軍人為目標的他，經常為了立功而擅離職守，違抗命令；結果不是被罰就是被關禁閉，一次都沒被記功。（軍人的天性就是要服從命令，沒被記功很正常，要不是羅傑船長因為他們幫了大忙否則就把他們給送回地球）在大電影4中，一直作為一個真漢子，保護著自己的朋友。
第六季時，拯救了帕索爾星居民。第19集被煞德羅抓住，第22集險勝煞德羅。
第七季第17集被沙恩克抓住，被小米解救，第21集救下了猛虎王而被收復。第27集擊敗獵人。
第八季第1集被吉約軍團圍攻，第5集參加三級勳章考核成功通過。第8集前往支援，被跟踪導彈追踪，被迫降落了幻夢星。第9集被幻夢星居民抓住。第13集被赫爾墨斯催眠。第15集被赫爾墨斯喚醒。第19集遭到阿洛納斯攻擊，被阿瑞波斯擊敗。第20集被阿洛納斯擊敗，與阿瑞波斯戰鬥，被阿瑞波斯抓住。

##### 小琳
綽號：書呆子
身份：賽爾號SPT先鋒小隊隊員
精靈：格林(地面系)
武器是水電槍
首次登場：第八季第2集
簡介：肖恩博士和派特博士共同的學生，是最新一批賽爾學院畢業的高才生，主攻智能機械學和精靈物種學。脾氣不太好，比較暴躁！第八季第2集首次登場，阻止格林大鬧治療室，第4集收復格林並加入賽爾號先鋒戰鬥小隊，第5集參加三級考核勳章成功通過。從格林口中了解到雅丹星雲洞被稱為宇宙中的死亡地帶，格林的一個朋友就在那裡失踪了。第8集前往支援，被跟踪導彈追踪，被迫降落了幻夢星。第9集被幻夢星居民抓住。第13集被赫爾墨斯催眠。第15集被赫爾墨斯喚醒。第19集遭到阿洛納斯攻擊。第20集被阿洛納斯擊敗。

## 播放信息

### 第二季
第二季电视首播频道：金鹰卡通卫视。电视首播节目：淘米梦想学院，2013年2月1日播出，在淘米视频同步播出。
| 中國大陸 金鹰卡通频道 每周五，六18:00 | 中國大陸 金鹰卡通频道 每周五，六18:00                          | 中國大陸 金鹰卡通频道 每周五，六18:00 |
| ------------------------------------- | -------------------------------------------------------------- | ------------------------------------- |
|                                       | 赛尔号第二季 淘米梦想学院 麦咭周播剧场 （2013年2月1日-3月4日） |                                       |
| 没有了                                | 摩爾莊園第三季 淘米梦想学院 麦咭周播剧场                       |                                       |

### 第三季
第三季电视首播频道：金鹰卡通卫视。电视首播节目：淘米梦想学院，2014年4月18日播出，在淘米视频同步播出。
| 中國大陸 金鹰卡通频道 每周五，六18:00  | 中國大陸 金鹰卡通频道 每周五，六18:00                                | 中國大陸 金鹰卡通频道 每周五，六18:00 |
| -------------------------------------- | -------------------------------------------------------------------- | ------------------------------------- |
|                                        | 赛尔号第二季 淘米梦想学院 麦咭周播剧场 （2014年4月18日-6月）（预计） |                                       |
| 小花仙第一季 淘米梦想学院 麦咭周播剧场 | 未知                                                                 |                                       |

## 主要登場精靈
1. 第一季:雷伊,蓋亞,米咔
2. 第二季:雷伊,蓋亞,譜尼,哈莫雷特,米咔
3. 第三季:戰神聯盟(繆斯除外),米咔,威斯克
4. 第四季:戰神聯盟(繆斯除外),米咔,魯伊斯,哈迪斯
5. 第五季:戰神聯盟,米咔,惡靈獸,斯塔奧,哈莫雷特,帕索里亞
6. 第六季:戰神聯盟,米咔,邪靈四王
7. 第七季戰神聯盟,米咔,煞星,邪靈四王
8. 第八季:戰神聯盟,譜尼,米咔,索倫森,神域四天王
9. 第九季
10. 第十季
11. 第十一季：暗黑战神联盟,斯魔亚蒂
12. 第十二季：譜尼,米咔,索倫森,米迦列拉,奎砂

## 集數
| 季數 | 副標題     | 集数 | 集数 | 首播日期      | 首播日期      | 首播日期     |
| 季數 | 副標題     | 集数 | 集数 | 首映          | 季终          | 电视网       |
| ---- | ---------- | ---- | ---- | ------------- | ------------- | ------------ |
| 1    | 雷伊传说   | 52   | 52   | 2012年1月9日  | 2012年2月25日 | 金鷹卡通頻道 |
| 2    | 聖者逆襲   | 40   | 40   | 2013年2月1日  | 2013年3月6日  | 金鷹卡通頻道 |
| 3    | 光明的救贖 | 30   | 30   | 2014年5月16日 | 2014年6月21日 | 金鷹卡通頻道 |
| 4    | 戰神風雲決 | 30   | 30   | 2015年1月16日 | 2015年3月6日  | 金鷹卡通頻道 |
| 5    | 獵天困獸   | 30   | 30   | 2015年5月1日  | 2015年7月23日 | 金鷹卡通頻道 |
| 6    | 蒼穹烈火   | 30   | 30   | 2016年1月1日  | 2016年4月9日  | 金鷹卡通頻道 |
| 7    | 宇宙之眼   | 30   | 30   | 2016年6月3日  | 2016年9月17日 | 金鷹卡通頻道 |
| 8    | 幻夢戰記   | 30   | 30   | 2017年1月20日 | 2017年8月18日 | 金鷹卡通頻道 |
| 9    | 霹靂九重天 | 30   | 30   | 2018年6月8日  | 2018年9月28日 | 金鷹卡通頻道 |
| 10   | 冰封要塞   | 30   | 30   | 2019年6月28日 | 2019年10月4日 | 愛奇藝       |
| 11   | 裂空滄海   | 30   | 30   | 2021年1月8日  | 2021年7月30日 | 愛奇藝       |
| 12   | 焰宇戰神   | 30   | 30   | 2022年9月29日 | 2023年2月2日  | 愛奇藝       |

### 第十季：冰封要塞（2019年）
| 總集數 | 集數 （季） | 標題         | 導演           | 編劇       | 上線日期      |
| ------ | ----------- | ------------ | -------------- | ---------- | ------------- |
| 303    | 1           | 賽爾先鋒小隊 | 王章俊、卓思琦 | 鄧磊、張哲 | 2019年6月28日 |
| 304    | 2           | 精靈對戰賽   | 王章俊、卓思琦 | 鄧磊、張哲 | 2019年6月29日 |
| 305    | 3           | 採集礦石     | 王章俊、卓思琦 | 鄧磊、張哲 | 2019年7月4日  |
| 306    | 4           | 課堂風波     | 王章俊、卓思琦 | 鄧磊、張哲 | 2019年7月5日  |
| 307    | 5           | 集體失憶     | 王章俊、卓思琦 | 鄧磊、張哲 | 2019年7月6日  |
| 308    | 6           | 一張字條     | 王章俊、卓思琦 | 鄧磊、張哲 | 2019年7月11日 |
| 309    | 7           | 宇宙海盜集結 | 王章俊、卓思琦 | 鄧磊、張哲 | 2019年7月12日 |
| 310    | 8           | 雙雄對決     | 王章俊、卓思琦 | 鄧磊、張哲 | 2019年7月13日 |
| 311    | 9           | 寒冰迷霧     | 王章俊、卓思琦 | 鄧磊、張哲 | 2019年7月18日 |
| 312    | 10          | 冰雪的威脅   | 王章俊、卓思琦 | 鄧磊、張哲 | 2019年7月19日 |
| 313    | 11          | 落入熊口     | 王章俊、卓思琦 | 鄧磊、張哲 | 2019年7月20日 |
| 314    | 12          | 誰是獵物     | 王章俊、卓思琦 | 鄧磊、張哲 | 2019年7月25日 |
| 315    | 13          | 雪熊加卡     | 王章俊、卓思琦 | 鄧磊、張哲 | 2019年7月26日 |
| 316    | 14          | 生死突襲     | 王章俊、卓思琦 | 鄧磊、張哲 | 2019年7月27日 |
| 317    | 15          | 被吞沒的村莊 | 王章俊、卓思琦 | 鄧磊、張哲 | 2019年8月1日  |
| 318    | 16          | 寒冰之手     | 王章俊、卓思琦 | 鄧磊、張哲 | 2019年8月2日  |
| 319    | 17          | 戰聯魔將     | 王章俊、卓思琦 | 鄧磊、張哲 | 2019年8月3日  |
| 320    | 18          | 布萊克的決定 | 王章俊、卓思琦 | 鄧磊、張哲 | 2019年8月8日  |
| 321    | 19          | 被拒絕的任務 | 王章俊、卓思琦 | 鄧磊、張哲 | 2019年8月9日  |
| 322    | 20          | 巨熊之島     | 王章俊、卓思琦 | 鄧磊、張哲 | 2019年8月10日 |
| 323    | 21          | 我在修煉     | 王章俊、卓思琦 | 鄧磊、張哲 | 2019年8月15日 |
| 324    | 22          | 王的權杖     | 王章俊、卓思琦 | 鄧磊、張哲 | 2019年8月16日 |
| 325    | 23          | 破碎的回憶   | 王章俊、卓思琦 | 鄧磊、張哲 | 2019年8月17日 |
| 326    | 24          | 天空之境     | 王章俊、卓思琦 | 鄧磊、張哲 | 2019年8月23日 |
| 327    | 25          | 空島守護者   | 王章俊、卓思琦 | 鄧磊、張哲 | 2019年8月30日 |
| 328    | 26          | 追擊黑衣人   | 王章俊、卓思琦 | 鄧磊、張哲 | 2019年9月6日  |
| 329    | 27          | 黑白顛倒     | 王章俊、卓思琦 | 鄧磊、張哲 | 2019年9月13日 |
| 330    | 28          | 勇猛之力     | 王章俊、卓思琦 | 鄧磊、張哲 | 2019年9月20日 |
| 331    | 29          | 絕地快攻     | 王章俊、卓思琦 | 鄧磊、張哲 | 2019年9月27日 |
| 332    | 30          | 生死鏖       | 王章俊、卓思琦 | 鄧磊、張哲 | 2019年10月4日 |

### 第十一季：裂空滄海（2021年）
| 總集數 | 集數 （季） | 標題         | 導演           | 編劇               | 上線日期      |
| ------ | ----------- | ------------ | -------------- | ------------------ | ------------- |
| 333    | 1           | 神秘的水仙座 | 王章俊、卓思琦 | 王章俊、鄧磊、張哲 | 2021年1月8日  |
| 334    | 2           | 鯊魚黑幫     | 王章俊、卓思琦 | 王章俊、鄧磊、張哲 | 2021年1月15日 |
| 335    | 3           | 封閉的海洋   | 王章俊、卓思琦 | 王章俊、鄧磊、張哲 | 2021年1月22日 |
| 336    | 4           | 死纏爛打     | 王章俊、卓思琦 | 王章俊、鄧磊、張哲 | 2021年1月29日 |
| 337    | 5           | 倔強的女孩   | 王章俊、卓思琦 | 王章俊、鄧磊、張哲 | 2021年2月5日  |
| 338    | 6           | 黑龍雲起     | 王章俊、卓思琦 | 王章俊、鄧磊、張哲 | 2021年2月12日 |
| 339    | 7           | 到底是誰     | 王章俊、卓思琦 | 王章俊、鄧磊、張哲 | 2021年2月19日 |
| 340    | 8           | 海明星往事   | 王章俊、卓思琦 | 王章俊、鄧磊、張哲 | 2021年2月26日 |
| 341    | 9           | 浮雲翳日     | 王章俊、卓思琦 | 王章俊、鄧磊、張哲 | 2021年3月5日  |
| 342    | 10          | 海底之戰     | 王章俊、卓思琦 | 王章俊、鄧磊、張哲 | 2021年3月12日 |
| 343    | 11          | 緊急追蹤     | 王章俊、卓思琦 | 王章俊、鄧磊、張哲 | 2021年3月19日 |
| 344    | 12          | 消失的龍王子 | 王章俊、卓思琦 | 王章俊、鄧磊、張哲 | 2021年3月26日 |
| 345    | 13          | 入雪山潛龍穴 | 王章俊、卓思琦 | 王章俊、鄧磊、張哲 | 2021年4月2日  |
| 346    | 14          | 雪山營救     | 王章俊、卓思琦 | 王章俊、鄧磊、張哲 | 2021年4月9日  |
| 347    | 15          | 海盜的報復   | 王章俊、卓思琦 | 王章俊、鄧磊、張哲 | 2021年4月16日 |
| 348    | 16          | 憤怒深淵     | 王章俊、卓思琦 | 王章俊、鄧磊、張哲 | 2021年4月23日 |
| 349    | 17          | 真相大白     | 王章俊、卓思琦 | 王章俊、鄧磊、張哲 | 2021年4月30日 |
| 350    | 18          | 暗湖洶湧     | 王章俊、卓思琦 | 王章俊、鄧磊、張哲 | 2021年5月7日  |
| 351    | 19          | 不可饒恕     | 王章俊、卓思琦 | 王章俊、鄧磊、張哲 | 2021年5月14日 |
| 352    | 20          | 再起波瀾     | 王章俊、卓思琦 | 王章俊、鄧磊、張哲 | 2021年5月21日 |
| 353    | 21          | 背後的陰謀   | 王章俊、卓思琦 | 王章俊、鄧磊、張哲 | 2021年5月28日 |
| 354    | 22          | 驚天大營救   | 王章俊、卓思琦 | 王章俊、鄧磊、張哲 | 2021年6月4日  |
| 355    | 23          | 異界暗客     | 王章俊、卓思琦 | 王章俊、鄧磊、張哲 | 2021年6月11日 |
| 356    | 24          | 暗夜雷霆     | 王章俊、卓思琦 | 王章俊、鄧磊、張哲 | 2021年6月18日 |
| 357    | 25          | 絕影突襲     | 王章俊、卓思琦 | 王章俊、鄧磊、張哲 | 2021年6月25日 |
| 358    | 26          | 極速追擊     | 王章俊、卓思琦 | 王章俊、鄧磊、張哲 | 2021年7月2日  |
| 359    | 27          | 困室之鬥     | 王章俊、卓思琦 | 王章俊、鄧磊、張哲 | 2021年7月9日  |
| 360    | 28          | 變化的對手   | 王章俊、卓思琦 | 王章俊、鄧磊、張哲 | 2021年7月16日 |
| 361    | 29          | 無法阻擋     | 王章俊、卓思琦 | 王章俊、鄧磊、張哲 | 2021年7月23日 |
| 362    | 30          | 最後的救星   | 王章俊、卓思琦 | 王章俊、鄧磊、張哲 | 2021年7月30日 |

### 第十二季：焰宇戰神（2022-2023年）
| 總集數 | 集數 （季） | 標題     | 導演           | 編劇         | 上線日期       |
| ------ | ----------- | -------- | -------------- | ------------ | -------------- |
| 363    | 1           | 極限爭奪 | 王章俊、卓思琦 | 王章俊、鄧磊 | 2022年9月29日  |
| 364    | 2           | 厄運成雙 | 王章俊、卓思琦 | 王章俊、鄧磊 | 2022年9月29日  |
| 365    | 3           | 逐戮荒原 | 王章俊、卓思琦 | 王章俊、鄧磊 | 2022年9月30日  |
| 366    | 4           | 危險之境 | 王章俊、卓思琦 | 王章俊、鄧磊 | 2022年10月6日  |
| 367    | 5           | 暗黑戰聯 | 王章俊、卓思琦 | 王章俊、鄧磊 | 2022年10月7日  |
| 368    | 6           | 逆境營救 | 王章俊、卓思琦 | 王章俊、鄧磊 | 2022年10月13日 |
| 369    | 7           | 天域魔門 | 王章俊、卓思琦 | 王章俊、鄧磊 | 2022年10月14日 |
| 370    | 8           | 首戰對決 | 王章俊、卓思琦 | 王章俊、鄧磊 | 2022年10月20日 |
| 371    | 9           | 魔途蹤影 | 王章俊、卓思琦 | 王章俊、鄧磊 | 2022年10月21日 |
| 372    | 10          | 孤身犯險 | 王章俊、卓思琦 | 王章俊、鄧磊 | 2022年10月27日 |
| 373    | 11          | 噬靈魔童 | 王章俊、卓思琦 | 王章俊、鄧磊 | 2022年10月28日 |
| 374    | 12          | 命懸一線 | 王章俊、卓思琦 | 王章俊、鄧磊 | 2022年11月3日  |
| 375    | 13          | 決戰終點 | 王章俊、卓思琦 | 王章俊、鄧磊 | 2022年11月4日  |
| 376    | 14          | 電閃雷怒 | 王章俊、卓思琦 | 王章俊、鄧磊 | 2022年11月10日 |
| 377    | 15          | 星際劫匪 | 王章俊、卓思琦 | 王章俊、鄧磊 | 2022年11月11日 |
| 378    | 16          | 火石神焰 | 王章俊、卓思琦 | 王章俊、鄧磊 | 2022年11月17日 |
| 379    | 17          | 無法解釋 | 王章俊、卓思琦 | 王章俊、鄧磊 | 2022年11月18日 |
| 380    | 18          | 叢林之斗 | 王章俊、卓思琦 | 王章俊、鄧磊 | 2022年11月24日 |
| 381    | 19          | 亂成一鍋 | 王章俊、卓思琦 | 王章俊、鄧磊 | 2022年11月25日 |
| 382    | 20          | 奪命山谷 | 王章俊、卓思琦 | 王章俊、鄧磊 | 2022年12月1日  |
| 383    | 21          | 窮追不捨 | 王章俊、卓思琦 | 王章俊、鄧磊 | 2022年12月2日  |
| 384    | 22          | 緊急搜尋 | 王章俊、卓思琦 | 王章俊、鄧磊 | 2022年12月8日  |
| 385    | 23          | 天界暗涌 | 王章俊、卓思琦 | 王章俊、鄧磊 | 2022年12月15日 |
| 386    | 24          | 勝者為師 | 王章俊、卓思琦 | 王章俊、鄧磊 | 2022年12月22日 |
| 387    | 25          | 雙煞強襲 | 王章俊、卓思琦 | 王章俊、鄧磊 | 2022年12月29日 |
| 388    | 26          | 渡雲駕舟 | 王章俊、卓思琦 | 王章俊、鄧磊 | 2023年1月5日   |
| 389    | 27          | 巫沙幻影 | 王章俊、卓思琦 | 王章俊、鄧磊 | 2023年1月12日  |
| 390    | 28          | 拆戟沉沙 | 王章俊、卓思琦 | 王章俊、鄧磊 | 2023年1月19日  |
| 391    | 29          | 戰者不語 | 王章俊、卓思琦 | 王章俊、鄧磊 | 2023年1月22日  |
| 392    | 30          | 一擲乾坤 | 王章俊、卓思琦 | 王章俊、鄧磊 | 2023年2月2日   |